# Чарный, Марк Борисович
Марк Борисович Ча́рный (Маркус Борисович Чарный; 1901—1976) — русский советский  прозаик и литературовед.

## Биография
Родился 7 (20 июня) 1901 года в Бобруйске (ныне Могилёвская область, Белоруссия) в еврейской семье. Учился в Пензе, в гимназии. В гимназические годы был редактором газеты «Наша мысль», органа Комитета учащихся города Пензы.
В 1918 году участвовал в бою против частей чехословацкого корпуса в Пензе. С сентября 1919 по март 1921 служил политработником на Восточном фронте и в Западно-Сибирском военном округе. Член РКП(б) с 1920 года. Окончил Институт журналистики в Москве (1922), отделение внешних отношений МГУ (1927), литературный факультет Института красной профессуры (1930). Работал в газетах, был корреспондентом ТАСС за рубежом. Редактор журнала "Красная нива" в 1931 году. Член СП СССР с 1934 года. 
В 1934 году защитил кандидатскую диссертацию по творчеству Артема Веселого. Автор монографии  о Артеме Веселом. 
В годы Великой Отечественной войны старший инструктор журнала «Агитатор», газеты «Красный флот». Уволен в августе 1946 года в звании майора.
Умер 11 января 1976 года.

## Награды
- орден Красной Звезды (21.7.1945; был представлен к ордену Отечественной войны II степени)
- медаль «За оборону Одессы» (24.12.1944)
- медаль «За оборону Кавказа»
- медаль «За оборону Советского Заполярья»

## Произведения
- Маркус Чарный. Артем Веселый: критико-биографический очерк. — М.: Советский писатель, 1960. — 132 с.
- «Лейтенант Шмидт» (1960)
- «Ушедшие годы» (1970)
- «Путь Алексея Толстого». Художественная литература, 1981
- мемуары «Паустовский в Ялте»